# Hypoxidaceae
Hypoxidaceae је фамилија монокотиледоних скривеносеменица из реда Asparagales. Статус фамилије не постоји у свим класификационим схемама, али у савременијим (APG I, APG II). Фамилија броји 7-9 родова са преко стотину врста.